# Волујак (Клина)
Волујак (алб. Volljak) је насељено место у општини Клина, на Косову и Метохији. Према попису становништва из 2011. у насељу је живело 929 становника.

## Положај
Село у истоименој планини, удаљено 9 км јужно од Клине. Недалеко од села је рудник магнезита „Волујак”.

## Историја
На јажним падинама планине, у стенама изнад реке Мируше, налазиле су се две средњовековне испоснице - Уљарице са остацима фресака из XIV и XVI века. Крајем XX века Албанци су их спалили и разорили. Село је, нажалост, постало познато по нечувеним злочинима које су 1998. и 1999. године извршили албански зликовци, бацањем отетих живих и побијених Срба у рударску јаму. Екипе домаћих и страних медицинско-судских стручњака (форензичара) читавих десет година касније вадиле су људске остатке из јаме, али ретко које су успели да идентификују. 

## Становништво
Према попису из 2011. године, Волујак има следећи етнички састав становништва:
| Националност | 2011.         |
| Албанци      | 929 (100,00%) |
| Укупно       | 929           |

| Демографија | Демографија | Демографија |
| Година      | Становника  | Становника  |
| ----------- | ----------- | ----------- |
| 1948.       | 310         |             |
| 1953.       | 310         |             |
| 1961.       | 357         |             |
| 1971.       | 516         |             |
| 1981.       | 724         |             |
| 1991.       | 971         |             |
| 2011.       | 929         |             |